# Vukašin Vraneš
Vukašin Vraneš (serbisch-kyrillisch Вукашин Вранеш; * 22. Juli 1997 in Valjevo) ist ein serbischer Fußballtorwart.

## Karriere
Vraneš begann seine Karriere beim OFK Belgrad. Im Mai 2016 stand er erstmals im Kader des Erstligisten, der am Ende der Saison 2015/16 aber in die Prva Liga abstieg. In der Saison 2016/17 kam er dann zu zehn Zweitligaeinsätzen für den OFK, mit dem er aber direkt weiter in die dritte Liga abstieg.
Zur Saison 2020/21 wechselte Vraneš nach Malta zum Erstligisten FC Balzan. Für Balzan absolvierte er in zwei Jahren 27 Partien in der Maltese Premier League. Zur Saison 2022/23 schloss der Tormann sich dem österreichischen Regionalligisten FC Mauerwerk an.